# Février 2026
Cette page présente les faits marquants du mois de février 2026.

## Événements
- 6 février : ouverture des Jeux olympiques d'hiver à Milan (Italie).
- 17 février : éclipse annulaire de Soleil passant par l'Antarctique oriental et dans le sud de l'Océan Indien.
- 22 février : clôture des Jeux olympiques d'hiver de 2026 à Vérone (Italie).
- février : en France, référendum sur le nouveau statut de la Nouvelle-Calédonie.